# Gare de Grésy-sur-Isère
La gare de Grésy-sur-Isère est une gare ferroviaire française de la ligne de Saint-Pierre-d'Albigny à Bourg-Saint-Maurice (dite aussi ligne de la Tarentaise), située sur le territoire de la commune de Grésy-sur-Isère, dans le département de la Savoie en région Auvergne-Rhône-Alpes.
C'est une halte voyageurs de la Société nationale des chemins de fer français (SNCF), desservie par des trains express régionaux TER Auvergne-Rhône-Alpes qui effectuent des missions entre Chambéry - Challes-les-Eaux et Bourg-Saint-Maurice ou Lyon-Part-Dieu.

## Situation ferroviaire
Établie à 313 mètres d'altitude, la gare de Grésy-sur-Isère est située au point kilométrique (PK) 9,629 de la ligne de Saint-Pierre-d'Albigny à Bourg-Saint-Maurice entre les gares ouvertes de Saint-Pierre-d'Albigny et Frontenex. En direction de Saint-Pierre-d'Albigny, s'intercale la gare fermée de Fréterive.

## Service des voyageurs

### Accueil
Halte SNCF c'est un point d'arrêt non géré (PANG). Elle dispose de deux quais avec abris. 
La traversée des voies s'effectue par le passage à niveau situé entre les deux quais. 

### Desserte
La gare de Grésy-sur-Isère est desservie par des trains TER Auvergne-Rhône-Alpes sur les relations:

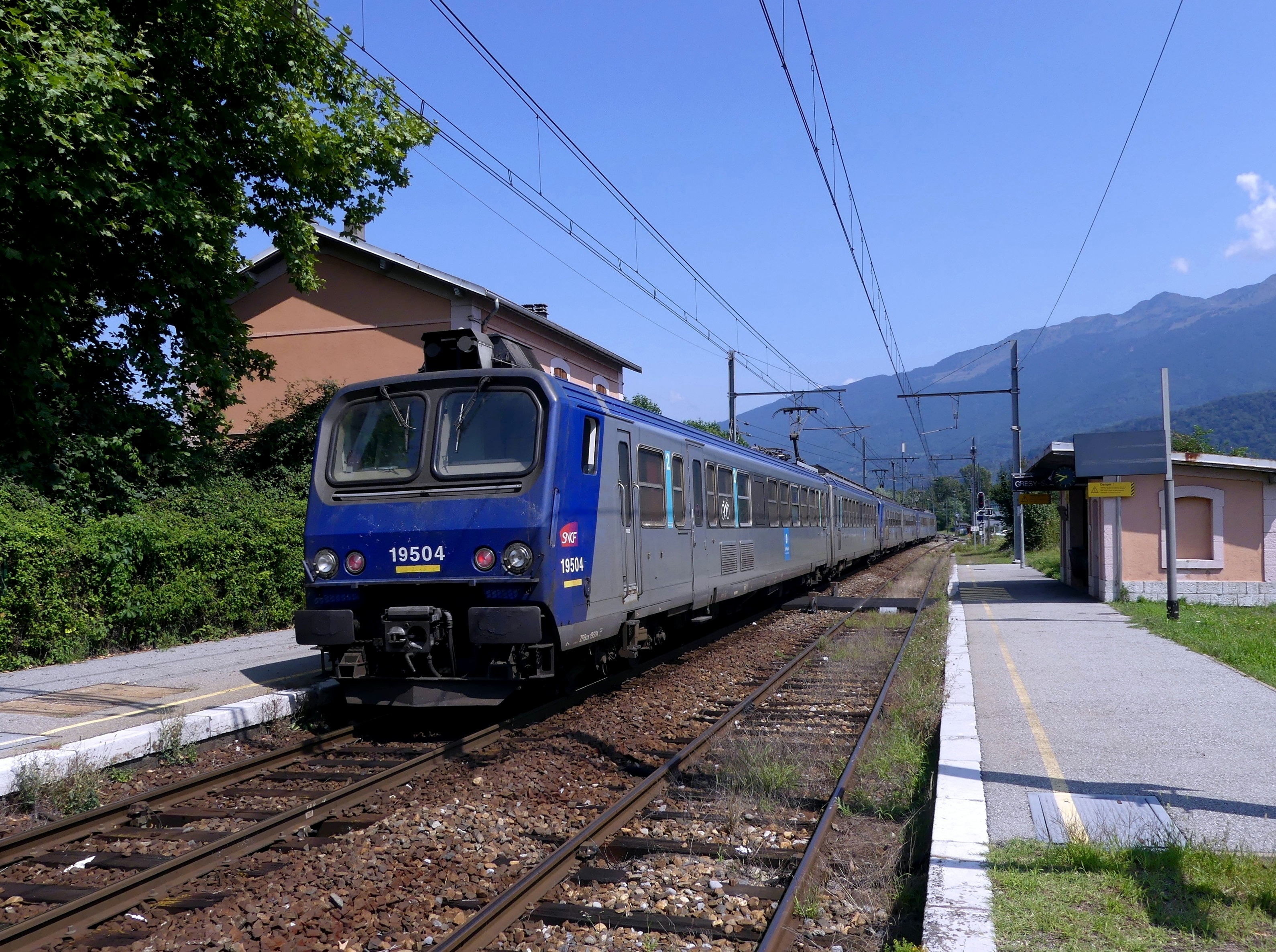
Aix-les-Bains-Le Revard ↔ Chambéry - Challes-les-Eaux ↔ Albertville ↔ Moûtiers - Salins - Brides-les-Bains ↔ Bourg-Saint-Maurice
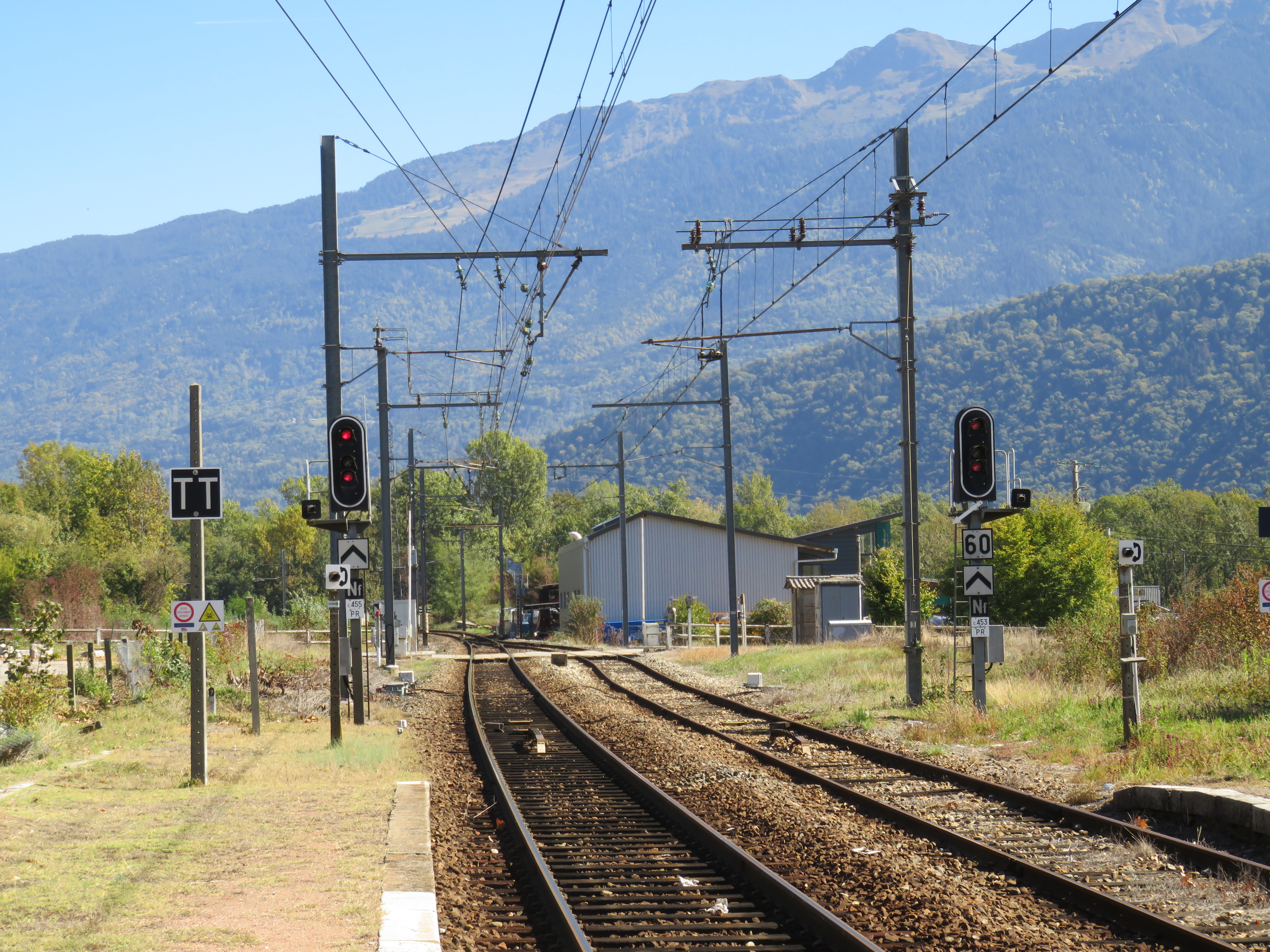
Lyon-Part-Dieu ↔ Chambéry - Challes-les-Eaux ↔ Albertville ↔ Moûtiers - Salins - Brides-les-Bains ↔ Bourg-Saint-Maurice (uniquement les samedis en saison hivernale)[4]  - TER Chambéry - Bourg-Saint-Maurice en été.
  - Quais et voies.

### Intermodalité
Un parc pour les vélos et parking pour les véhicules sont aménagés.